# Savikonsaari
Savikonsaari är en ö i Finland. Den ligger i sjön Suvasvesi och i kommunen Leppävirta i den ekonomiska regionen  Varkaus ekonomiska region  och landskapet Norra Savolax, i den centrala delen av landet, 300 km nordost om huvudstaden Helsingfors. Öns area är 10,4 hektar och dess största längd är 0,7 kilometer i nord-sydlig riktning.